# Sectorul Centru (Chișinău)
Sectorul Centru este o parte componentă a municipiului Chișinău, unul din sectoarele administrative care cuprinde partea centrală a orașului și orașul Codru. În acest sector sunt amplasate cele mai multe monumente, muzee, precum și școli și licee. Tot în sectorul Centru se află Clădirea Președinției Republicii Moldova, Clădirea Parlamentului Republicii Moldova, Clădirea Guvernului Republicii Moldova, Primăria Municipiului Chișinău, Palatul Național și Piața Marii Adunări Naționale.
Sectorul Centru se învecinează cu zonele Visterniceni și Rîșcani la nord-est, Ciocana și Ciocana Nouă la sud și sud-est, Botanica la sud și Buiucani la vest și nord-vest. El cuprinde în perimetrul său orașul Codru, cartierele Mălina Mică, Telecentru și mahalalele Hrusca, Melestiu, Valea Dicescu și Frumoasa. Include magistralele centrale: bd. Ștefan cel Mare și Sfânt, bd. Constantin Negruzzi, bd. Iu. Gagarin, străzile 31 august 1989, Mitropolit Varlaam, București, M. Kogălniceanu, Alexe Mateevici, Vlaicu Pârcălab, Mihai Eminescu, Armenească, Vasile Alecsandri, Bulgară, Ismail ș.a.

## Istoric
Sectorul Centru a fost înființat la începutul secolului al XIX-lea pe locul unor terenuri agricole și de pășunat. Documentele atestă aici unele vechi puncte de reper: Galbena – în regiunea actualei Universități de Stat, Șleahul Renilor (numit și Drumul Hânceștilor), Șleahul Tighinei sau al Căușenilor – orientate spre localitățile cu aceste denumiri.
Ca unitate administrativ–teritorială în componența orașului Chișinău, sectorul Centru a fost constituit în 1941 și denumit inițial raionul Lenin.
Conform Ucazului Prezidiului Sovietului Suprem al RSS Moldovenești din 1944 „Despre crearea Comitetelor împlinitoare, județene, orășenești raionale ale orașelor sătești ale RSS Moldovenești”, au fost create Comitete și Executive raionale în orașul Chișinău: Raionul Lenin, Stalin, Krasnoarmeisc. Primele alegeri au avut loc la 27 decembrie 1947. Comitetul Executiv al Sovietului Deputaților Truditorilor raionului Lenin al orașului Chișinău, în conformitate cu Constituția RSSM, reprezintă organul executiv și decizional al Sovietului raional al Deputaților Truditorilor, aflându-se în subordinea Comitetului Executiv Orășenesc. În componența raionului Lenin se aflau sovietele sătești Botanica, Melestiu și Schinoasa. Prin Hotărârea Comitetului Executiv al Consiliului municipal Chișinău de Deputați ai Poporului nr. 11/77 din 25 iulie 1991, sectorului i se atribuie denumirea Centru.

## Patrimoniu
În prezent sectorul Centru are o populație estimată de 94,8 mii locuitori și se întinde pe o suprafață de 3,4 mii ha. Lungimea drumurilor ce străbat sectorul este de 134,218 km, numărând 194 străzi și 34 stradele.
În sector sunt amplasate: 7 bănci, 5 ministere, 4 centre de oficii (bd. Ștefan cel Mare și Sfânt nr. 65, nr. 3, nr. 124, str. Tighina, nr. 49/1), Gara Feroviară, 2 autogări și 12 piețe comerciale.
În Centru mai sunt amplasate 4863 unități de comerț, alimentație publică și prestări servicii, inclusiv 15 centre comerciale.
Conform evidenței Inspectoratului Fiscal Centru, pe teritoriul sectorului Centru sunt înregistrați 18 364 agenți economici. În sector funcționează 56 de întreprinderi industriale.
În sector activează 8 instituții de învățământ superior; 24 de instituții de învățământ preuniversitar, dintre care: 5 colegii, 8 licee, 2 gimnazii, 1 gimnaziu-internat, 2 școli generale, 3 școli primare, 2 școli auxiliare, 1 școală serală; și 24 de instituții de învățământ preșcolar, dintre care 23 de grădinițe și 1 școală-grădiniță. De asemenea, aici funcționează 4 biblioteci.

## Galerie de imagini

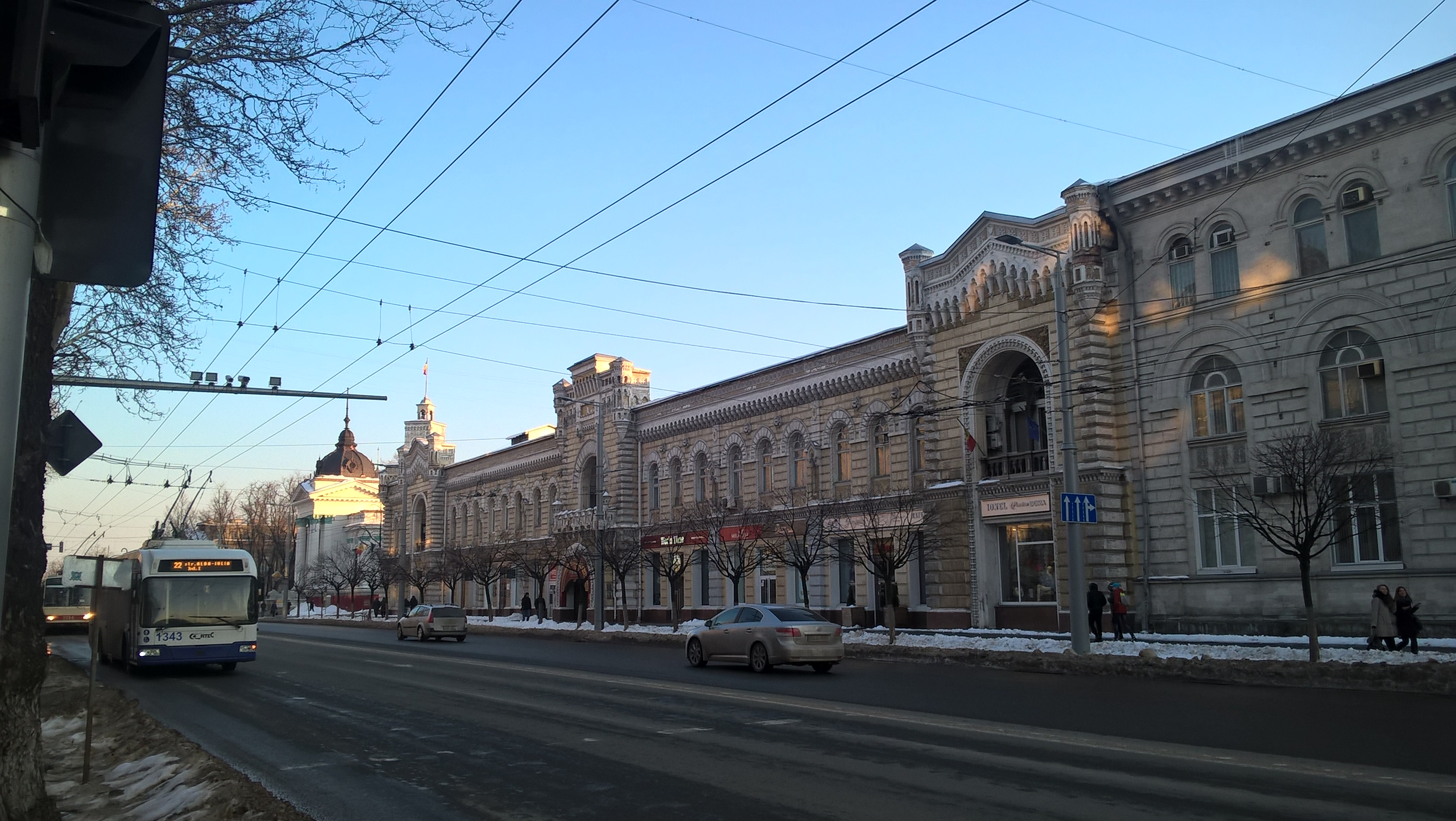
Clădirea primăriei
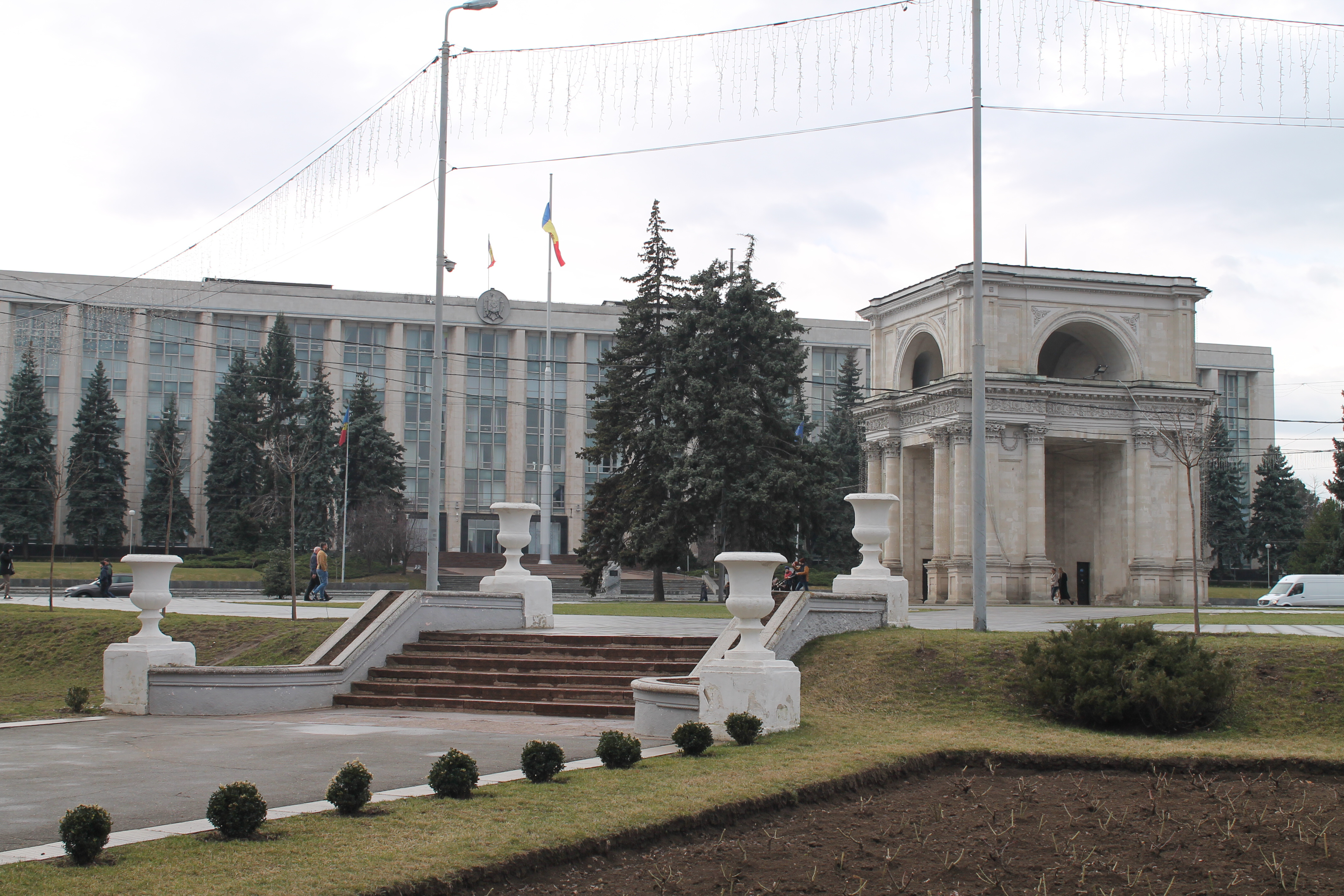
Arcul de Triumf și Casa Guvernului
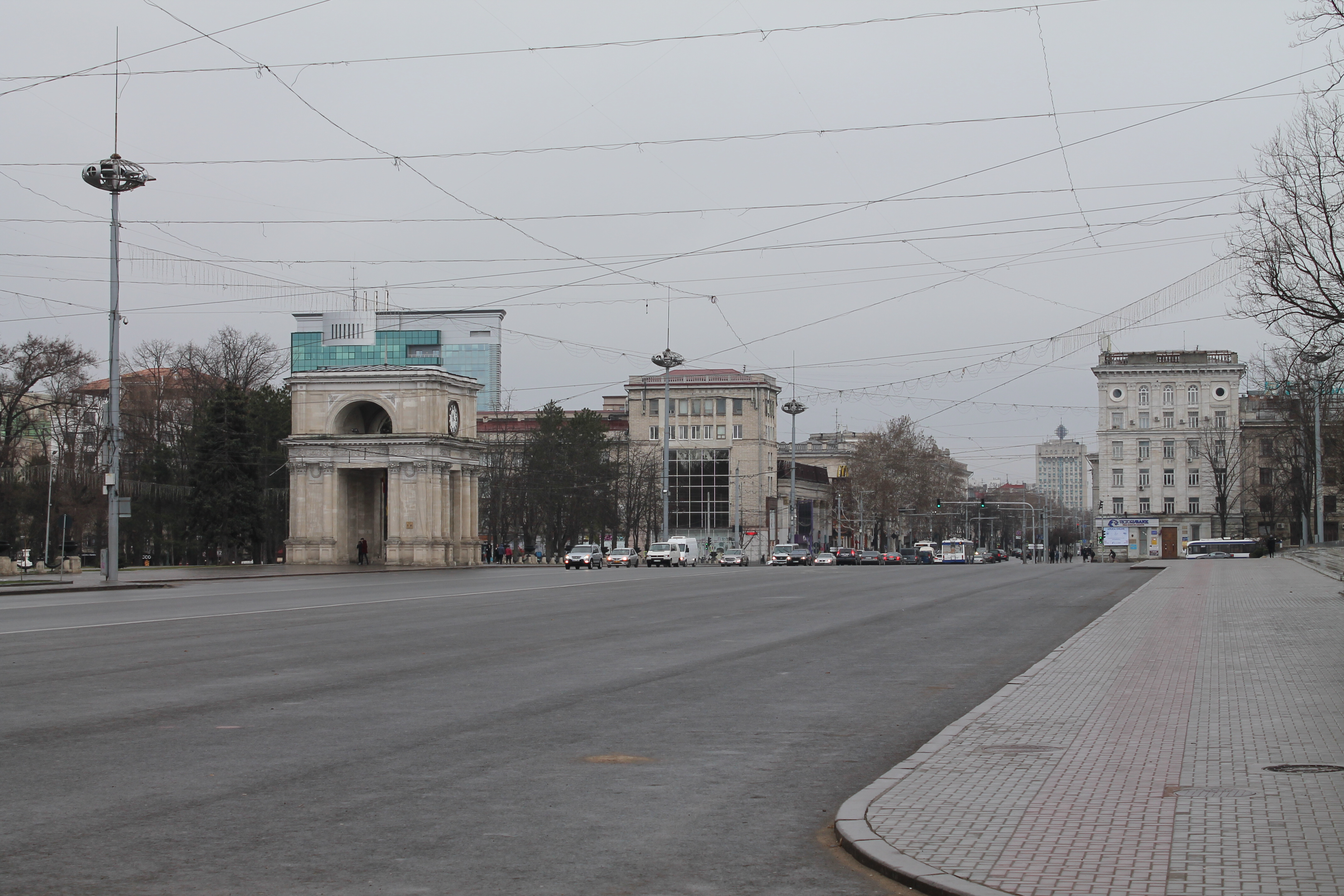
Piața Marii Adunări Naționale
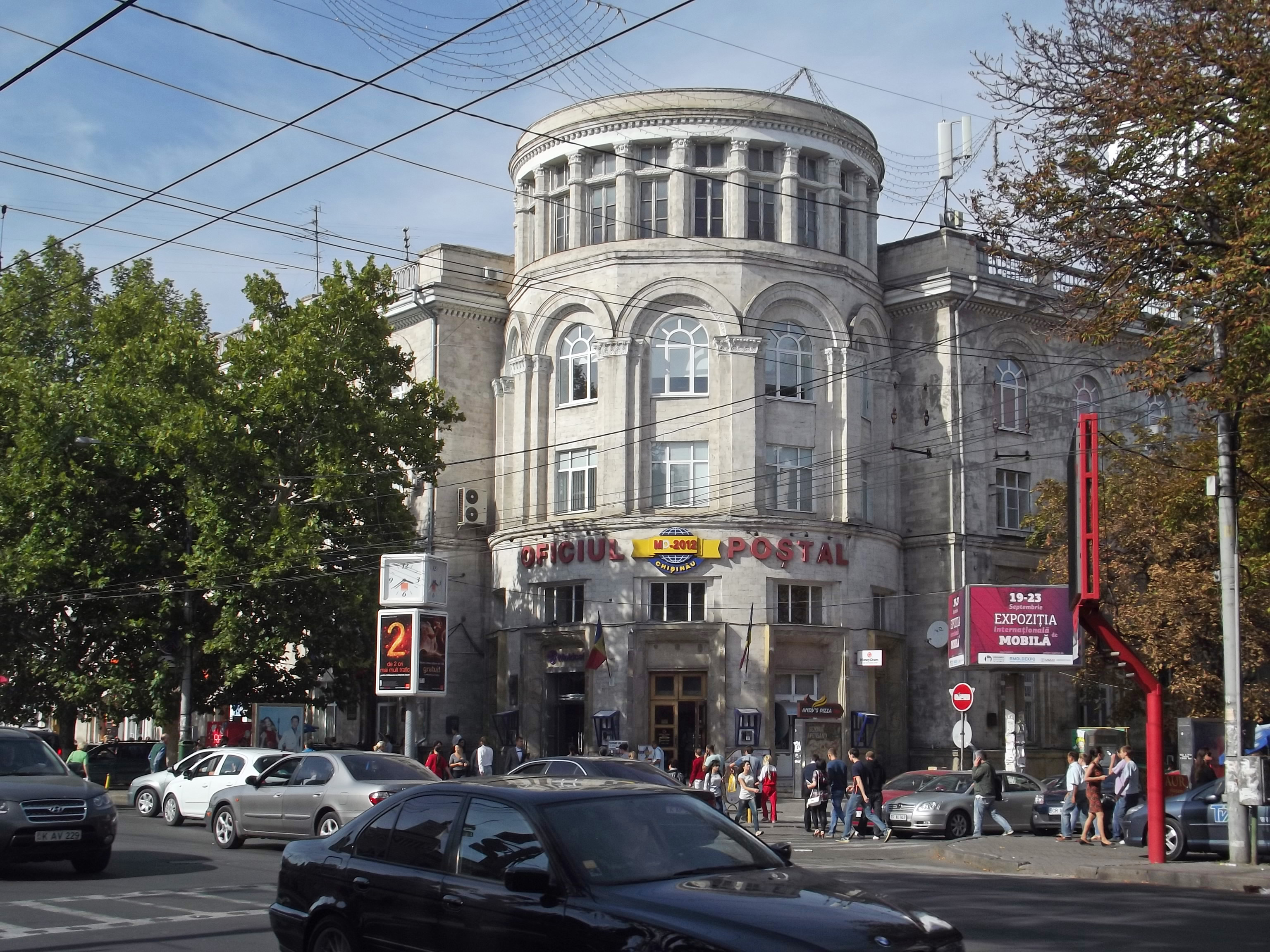
Sediul Poșta Moldovei
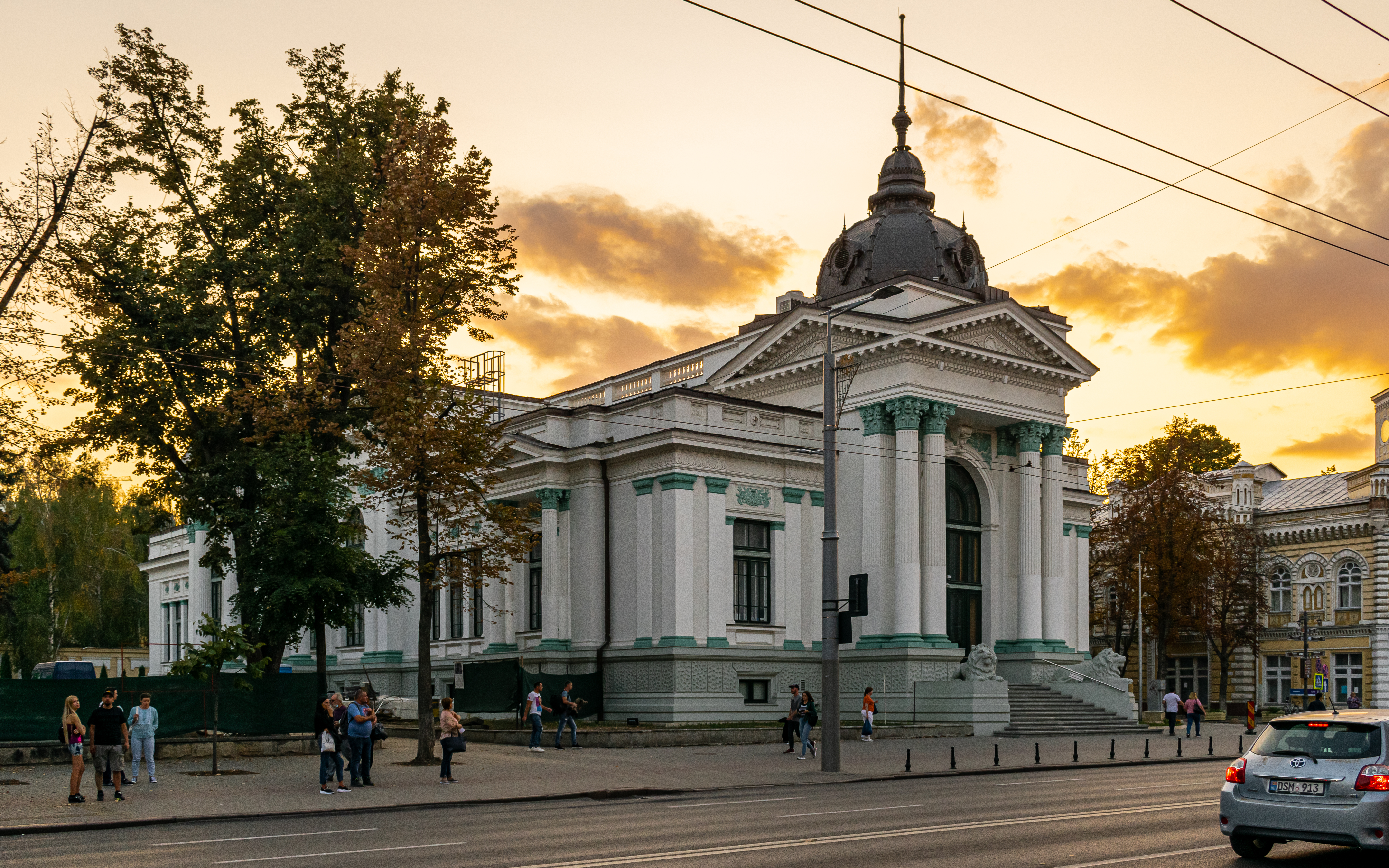
Sala cu Orgă
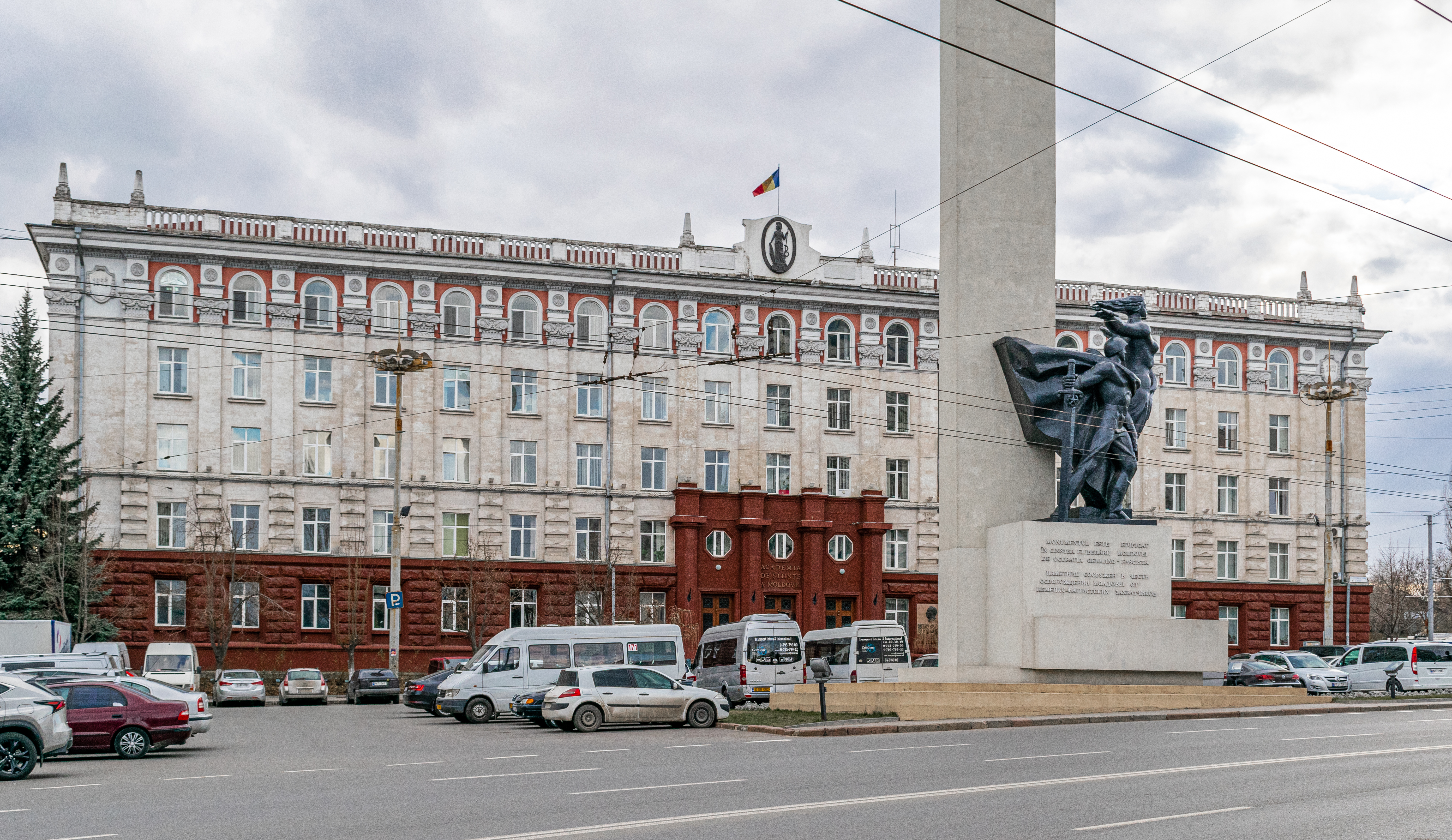
Sediul Academiei de Științe a Moldovei
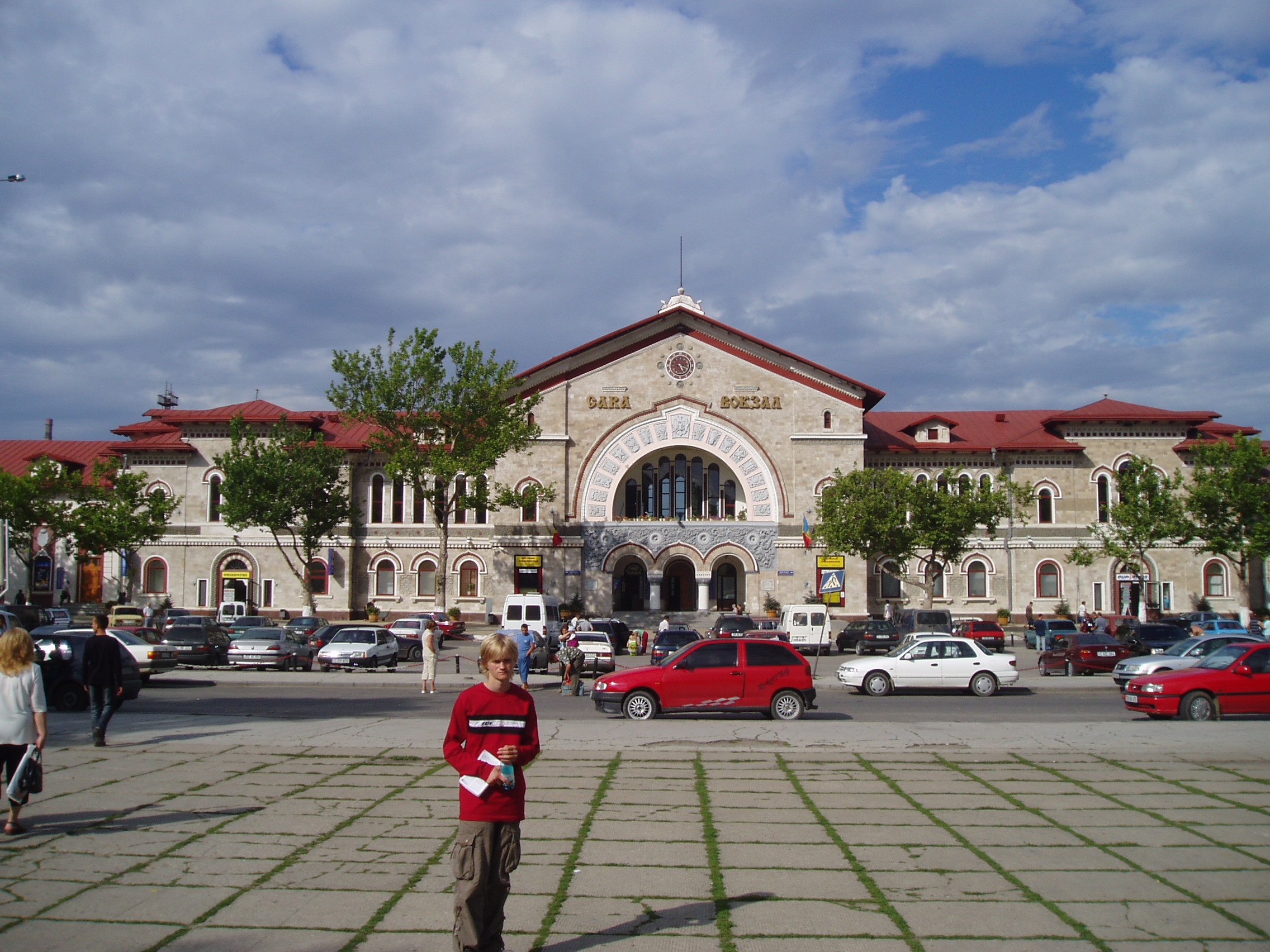
Gara
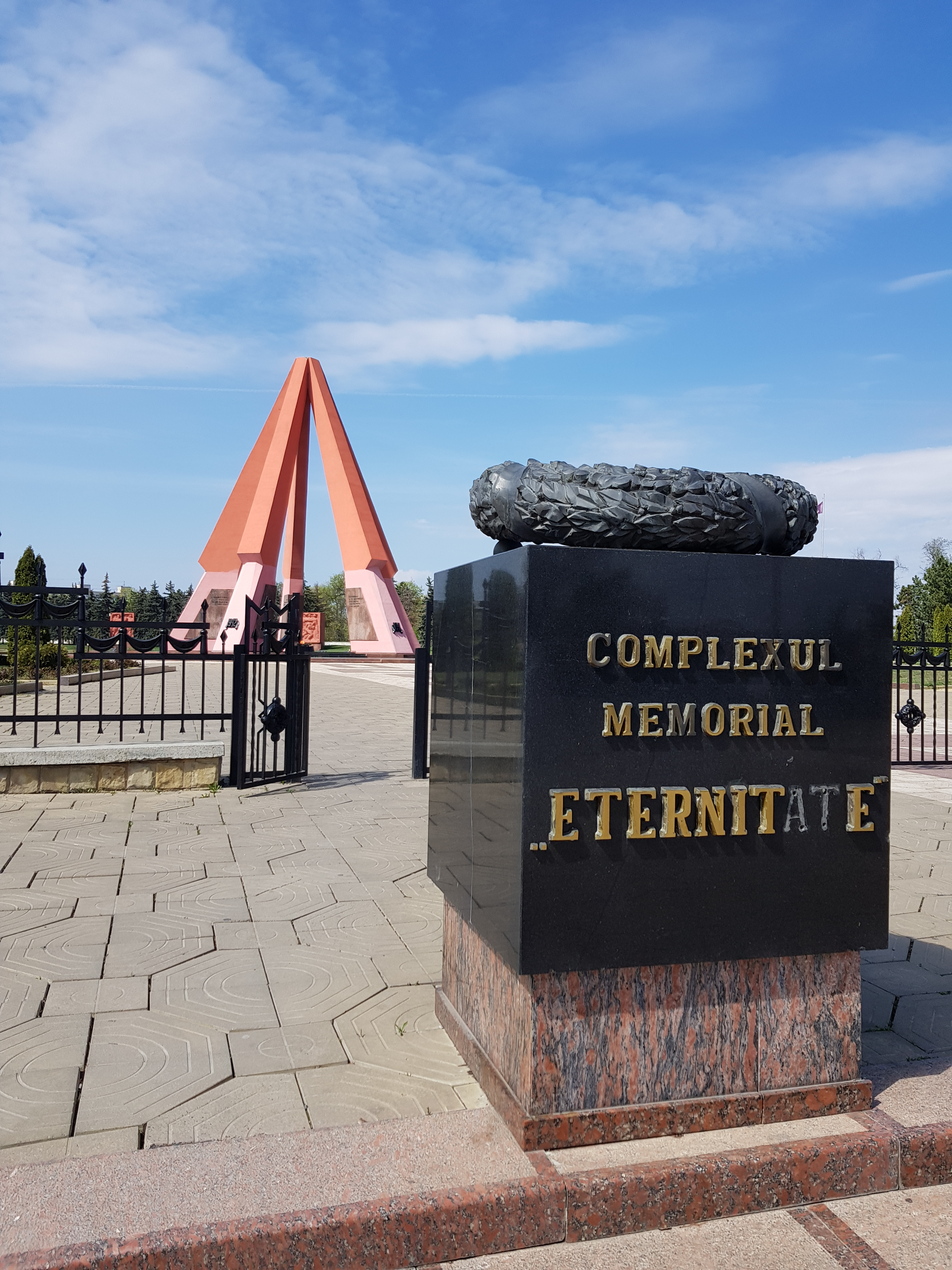
Complexul memorial „Eternitate”
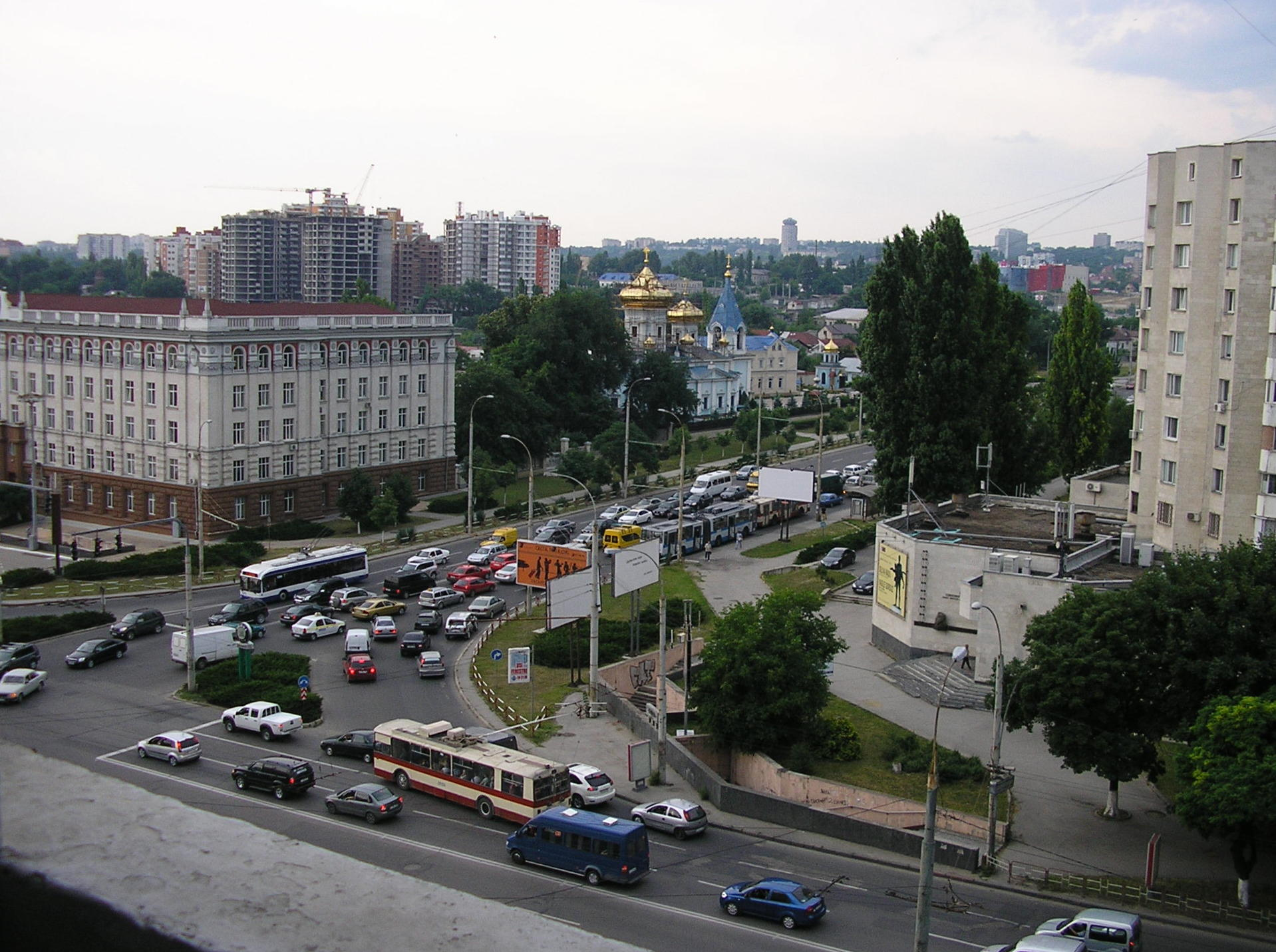
Vedere spre Botanica
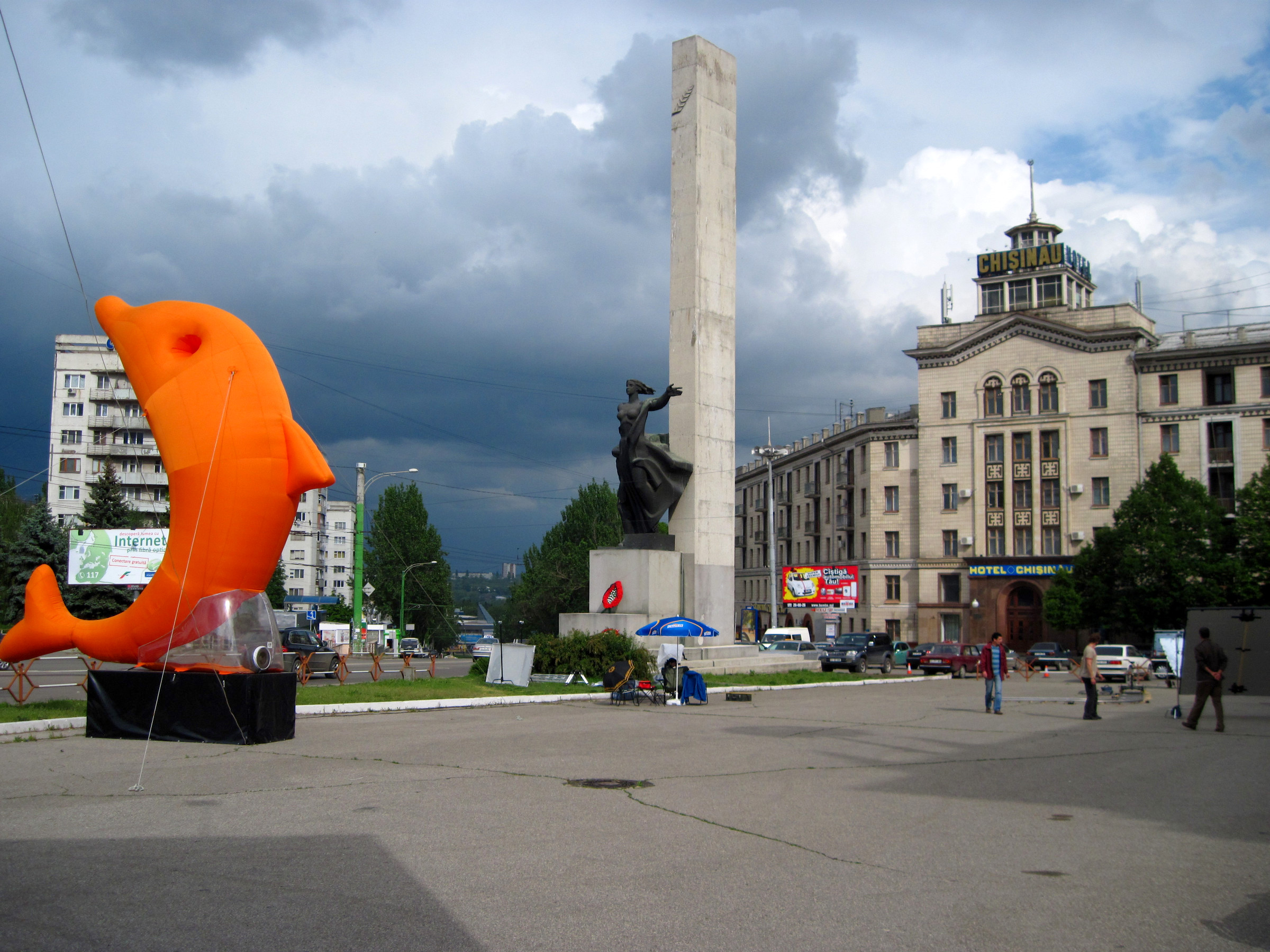
Bd. Negruzzi și Hotelul „Chișinău”
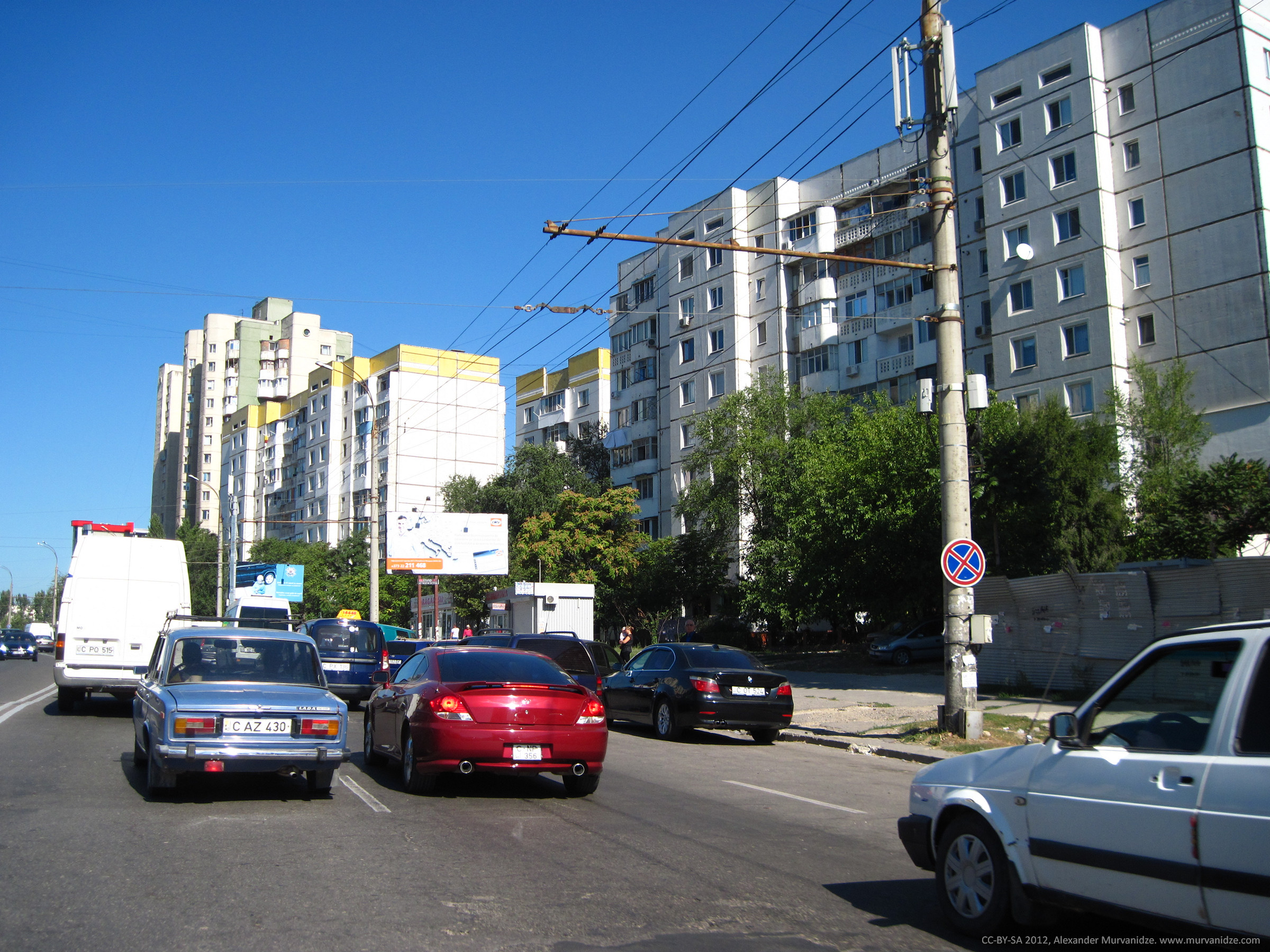
Bd. Dimitrie Cantemir
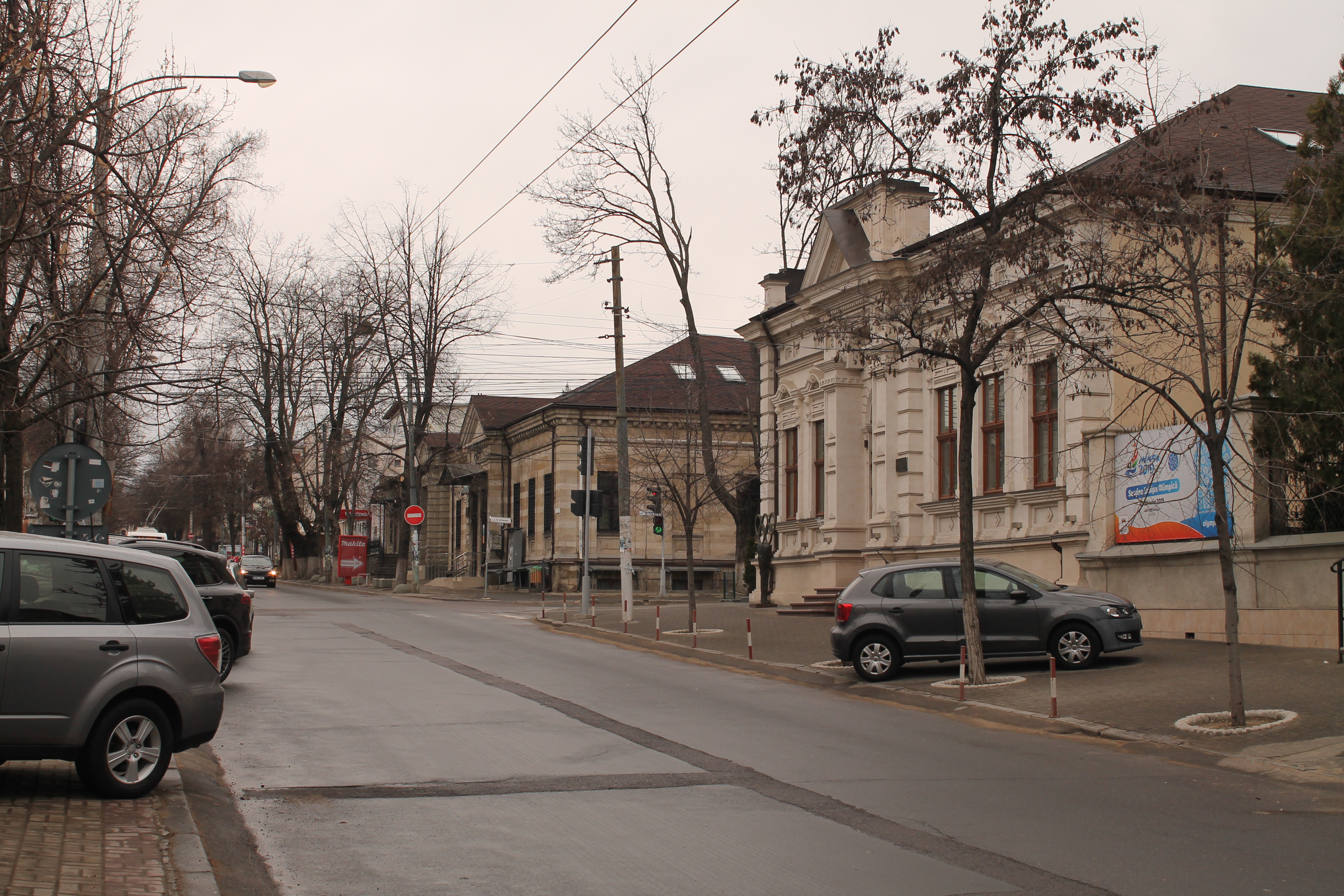
Strada Pușkin
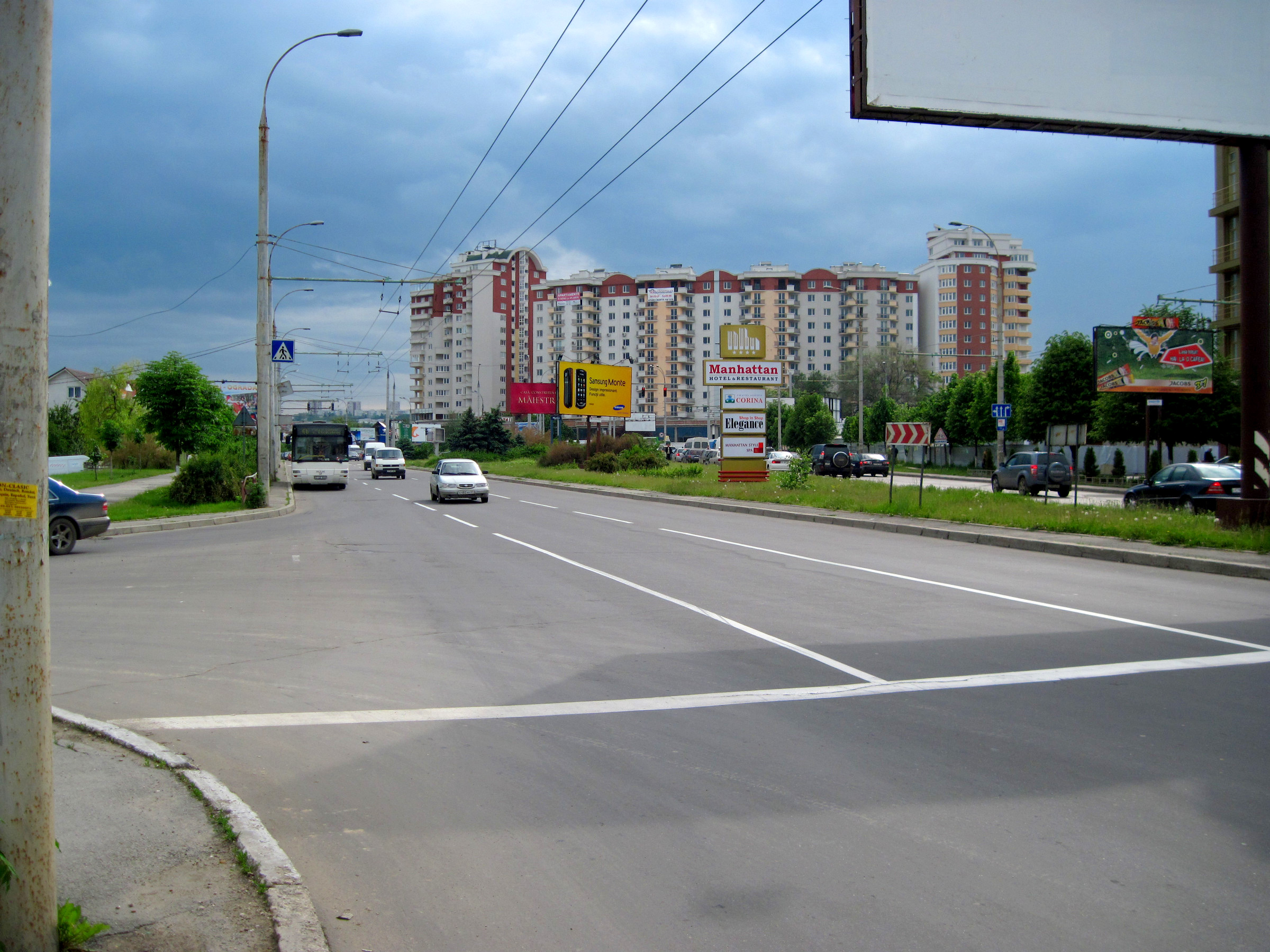
Strada Ciuflea
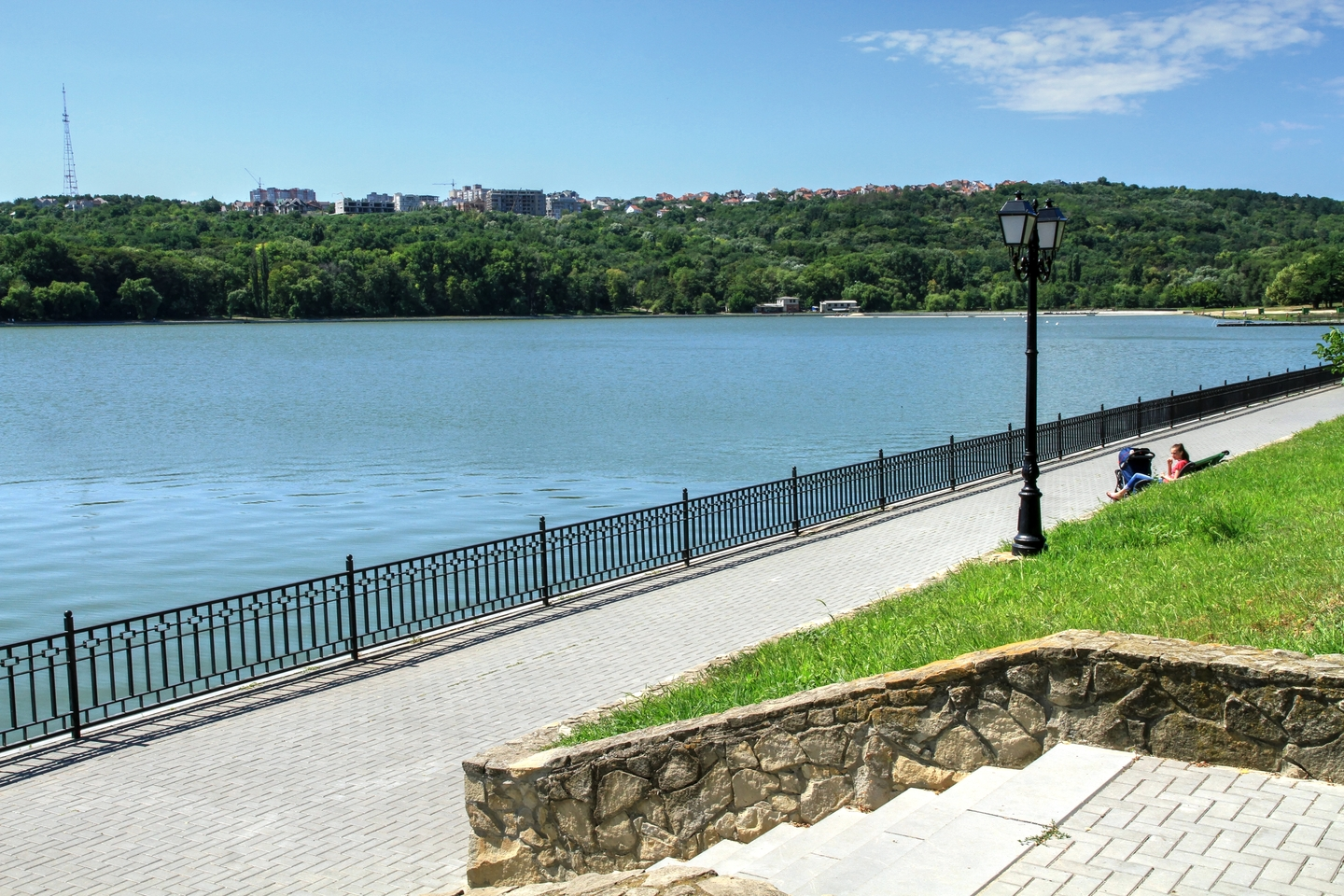
Parcul și lacul „Valea Morilor”
Harta părții centrale

## Simboluri
Stema
În cîmp de azur, o acvilă heraldică cu zborul coborît, de aur, ciocată și membrată roșu.
Peste tot, în cîmp de azur, Toiagul lui Asklepios și un buzdugan, ambele de aur, încrucișate în săritoare și cantonate de patru ecusoane de argint, pline.
Scutul timbrat de o coroană murală de argint cu patru turnuri.
Drapelul
Drapelul reprezintă o pînză rectangulară (1:2), despicată vertical, purtînd în mijlocul ghindantului alb, într-un scut heraldic de tip triunghiular (1/2 h), stema mică a sectorului Centru (în cîmp albastru, Toiagul lui Asklepios și un buzdugan, ambele galbene, încrucișate în săritoare și cantonate de patru ecusoane albe, pline) și avînd batantul fasciat, alb și albastru, în șapte brîie.